# Moto Villa
La Moto Villa, conosciuta anche solo come Villa, è stata una casa motociclistica italiana, attiva dal 1968 al 1987.

## Storia

### Gli anni sessanta: la fondazione
La Casa nacque dall'esperienza di Francesco Villa, pilota e tecnico di buon livello per Ducati, FB Mondial e Montesa, che già nel 1965 aveva costruito una 125 due tempi da competizione, battezzata Beccaccino. Il progetto fu successivamente ceduto alla spagnola Montesa, e una sua evoluzione, realizzata insieme al fratello Walter, la PR (monocilindrica 125 cm³ con distribuzione a valvola rotante e raffreddamento ad acqua, con una potenza di circa 30 CV a 11.500 giri al minuto) fu il primo prodotto della neonata azienda, nel 1968.
Prendendo spunto da questo progetto Villa iniziò a valutare la possibilità di sviluppare un motore 250 cm³ con immissione a valvola rotante e raffreddamento ad aria; accreditato di circa 50 CV a 10.500 giri, questo nuovo motore andò ad equipaggiare moto la cui ciclistica ricalcava fedelmente quella delle 125, salvo le ruote e i freni di maggiori dimensioni.
Impiegata inizialmente da Walter, la 250 PR fu in seguito utilizzata da alcuni altri piloti, beneficiando, come le 125 PR, di migliorie sostanziali come l'adozione della frizione multidisco a secco e l'accensione elettronica in luogo delle puntine platinate.

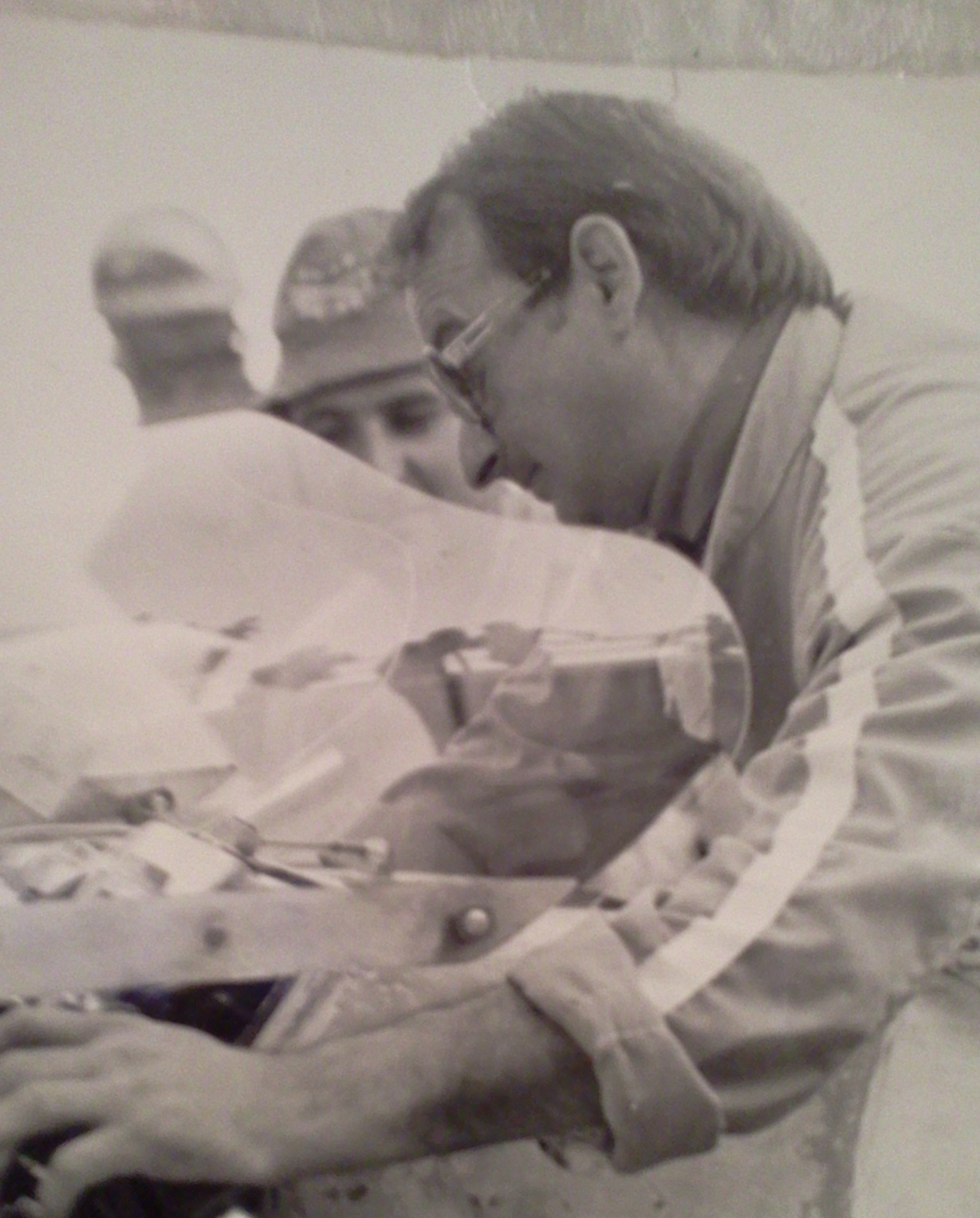
Francesco Villa e Walter Villa a Misano il 6 ottobre 1973.

Oltre alla realizzazione della 250 PR Francesco si prefisse l'obiettivo di realizzare anche una versione dalla medesima cilindrata ma con quattro cilindri orizzontali disposti in quadro, immissione a valvola rotante, accensione elettronica e cambio a sette marce. Lo sviluppo di questa moto prese però inizio proprio quando la Federazione Motociclistica Internazionale decise di ridurre a due il numero massimo di cilindri e a sei il numero massimo delle marce; la carriera della 4 cilindri si limiterà quindi alla sola partecipazione alle prove del Gran Premio delle Nazioni 1969 ad Imola; mentre nello stesso evento i fratelli Villa chiusero terzo e quarto nella classe 125.

### Gli anni settanta e i titoli nel CIV
Nel 1970 il cambio delle 125 PR e delle 250 PR venne modificato riducendo il numero di marce da 7 a 6 (mediante la sostituzione del tamburo desmodromico) e, dopo aver scartato l'ipotesi di maggiorare la cilindrata della 4 cilindri per ammetterla nella classe 350, i fratelli Villa progettarono una nuova moto 250 cm³ bicilindrica a V sovrapposto frontemarcia, con immissione a valvola rotante, raffreddamento misto aria+acqua e accensione elettronica. Costruita in un solo esemplare e portata in gara esclusivamente da Walter Villa, questa moto otterrà alcuni buoni risultati, come la vittoria al Circuito dell'Acciaio di Terni. Sempre di quell'anno la costruzione di una 50 cm³, da impiegare nelle gare di velocità Juniores, con motore realizzato con carter fusi in terra e sulla quale un terzo fratello Villa, Romano, colse brillanti risultati prima di morire a seguito di un incidente stradale.
Sulla base del 250 bicilindrico a V frontemarcia venne sviluppata una 125 con la medesima impostazione motoristica, con l'intento di affidarla in gara al giovane Claudio Lusuardi che in quel periodo era motorista presso la loro officina e che si stava occupando della messa a punto della neonata 50 da Gran Premio, una monocilindrica orizzontale con telaio in tubi. Il Campionato Italiano Seniores 125 del 1971 si chiuderà con Walter Villa in seconda posizione e Otello Buscherini in terza.
Le prime realizzazioni nel nuovo settore furono una 50 e una 125 cm³ che adottavano motori Franco Morini; il motore della 50 era il Morini Turbostar, per il quale Francesco aveva anche preparato in precedenza un kit di elaborazione (così come per il motore Malanca della stessa cilindrata). Per la 125 era stato valutato anche il motore Zündapp ma venne in seguito scartato.
Con la realizzazione di queste motociclette terminò anche l'attività di importatore italiano Montesa e vennero preparati nuovi locali di produzione, spostando l'attività da Modena a Crespellano.Nel 1973 iniziò anche la produzione in proprio dei motori con il modello denominato CR, equipaggiato con motori da 250 e 450 cm³. Nel 1974 Claudio Lusardi vinse il Campionato Italiano Velocità classe 50 su Moto Villa.
Presentata al Salone di Milano la CR destò grande curiosità tra il pubblico e gli appassionati benché presentasse ancora alcuni particolari che verranno subito migliorati (come la forma dei parafanghi). La CR nella versione Cross e Regolarità, entrò in produzione alla fine dello stesso anno e ci rimase fino al 1976, con modifiche anche sostanziali alla ciclistica (con l'adozione di diversi tipi di mozzi, ammortizzatori, più o meno inclinati, e forcelle), alla meccanica (in luogo dello scarico "basso" venne adottato lo scarico "alto" che garantiva prestazioni maggiori e risultava anche meno esposto e quindi più riparato) e all'estetica (il serbatoio in vetroresina venne presto sostituito da un robusto serbatoio in lamiera di ferro).
Nel 1976 venne presentato il nuovo modello FV equipaggiato con motori 250 e 350 e prodotto fino al 1978 nelle versioni Cross e Regolarità. Queste moto vinsero ovunque, soprattutto su suolo nazionale, ma anche oltre frontiera, Canada, Australia, Francia. Degne di nota la conquista del Campionato Italiano Cross 250 Cadetti nel 1975, 1976, 1977 e quella del Campionato Italiano Cross 250 cm³ Juniores 1976 con Franco Picco.
Sul finire del 1978 venne presentata la nuova serie MX che entrerà in produzione nel 1979 con motori raffreddati ad aria da 250, 350 e 410 cm³ sempre nelle versioni Cross e Regolarità.
Inizialmente concepite con telaio a doppia culla, le MX verranno in seguito equipaggiate con un più robusto telaio monotrave e verrà completata la gamma dei motori con un nuovo 480 cm³. La serie MX ereditò dalle 125 la soluzione del perno del forcellone passante nel motore e presentava il serbatoio in resina in luogo di quello in ferro o alluminio della serie FV, la cassa filtro in resina anziché quella pesante in fusione d'alluminio.
Una delle affermazioni del nuovo modello è quella di Franco Picco che nel 1978 conquista il Campionato Italiano Cross 500 Seniores. Alla MX seguì la serie MX1 con telai modificati e motori compatti e cominciarono i primi tentativi di introdurre motori raffreddati a liquido per le 125 cm³.

### Gli anni ottanta e la cessazione delle attività
Dalla fine del 1981 vennero adottate le sospensioni posteriori monocross (cioè con un singolo ammortizzatore al posto di due) per tutta la gamma, seguite dall'introduzione di motori con raffreddamento ad acqua anche per le 250.

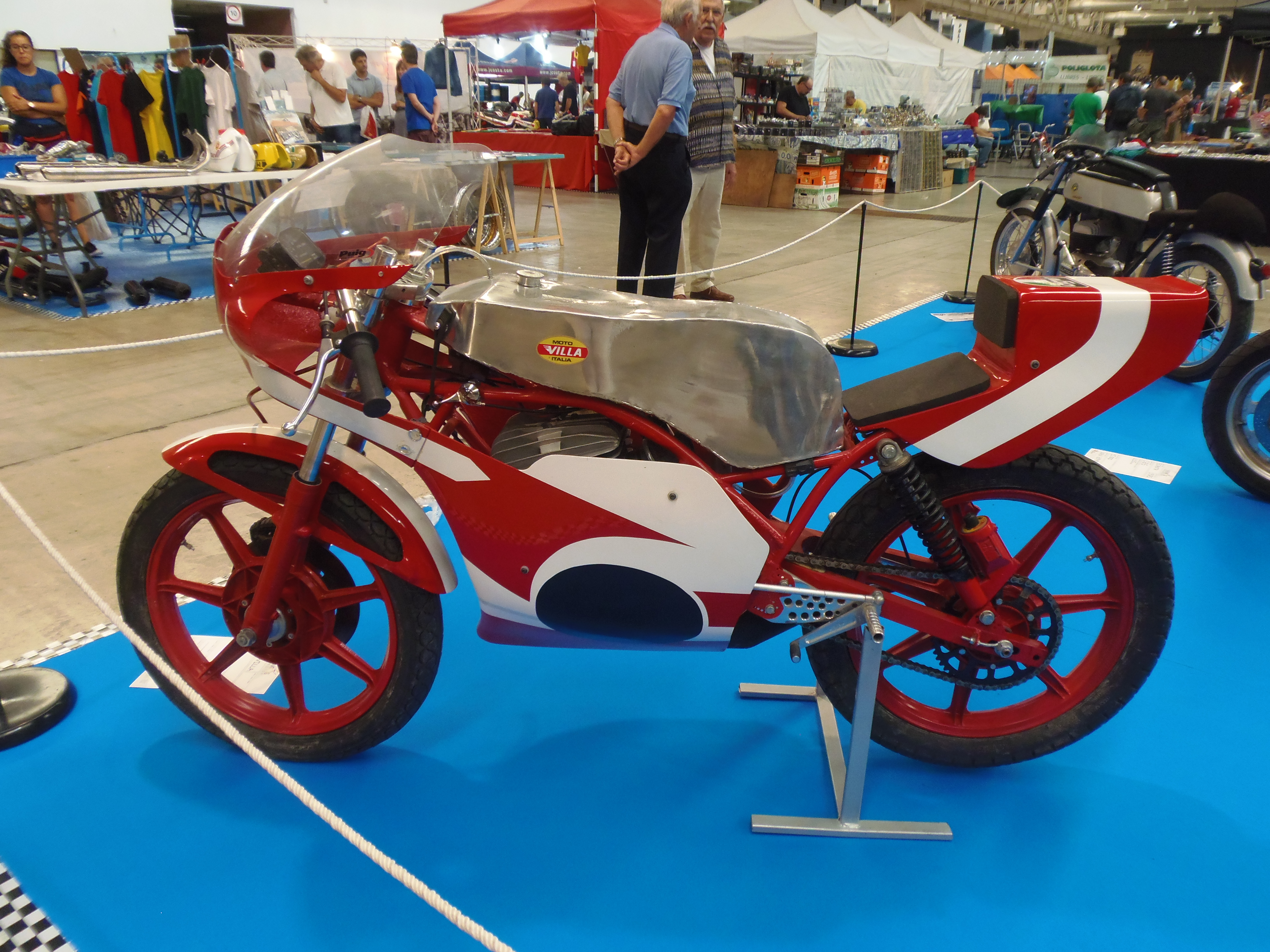
Moto Villa TT4

Sempre nel 1981 venne proposta la nuova 125 TT4, una moto ad impiego esclusivamente agonistico, sviluppata col contributo del giovane Luca Cadalora che in quel periodo lavorava come apprendista nell'officina di Francesco Villa. Il regolamento del Campionato Italiano Juniores per la categoria TT4 ammetteva moto equipaggiate con motori 125 cm³ di produzione in serie e ciclistica libera; i propulsori utilizzati inizialmente erano gli stessi che equipaggiavano i Kart e le 125MX in versione Cross (motori con raffreddamento ad aria e alimentazione ad aspirazione sia libera che lamellare). 
Nelle gare di Campionato Juniores TT4 erano parecchie le moto equipaggiate con motori Villa, applicati anche a telai di altri costruttori come i Golinelli o gli MBA. Nel 1981 Ezio Gianola su una Villa 125 a telaio Golinelli vinse il Campionato Italiano Juniores TT4, mentre nel 1982 e 1983 fu il turno di Luca Cadalora e Vittorio Gibertini, entrambi su TT4 con telaio originale Villa.
Una delle novità introdotte nel 1982 fu la realizzazione di nuovi forcelloni posteriori per i modelli da fuoristrada, interamente in alluminio, più robusti e più leggeri, mentre la gamma di produzione si ampliò estendendosi anche alle moto ad impiego stradale come la Italia (una naked 125 cm³ con raffreddamento ad aria), la Sebring (con motore raffreddato a liquido) e la Daytona (carenata con motore raffreddato a liquido), mentre tra i nuovi modelli fuoristrada videro la luce la nuova 80 cm³ raffreddata a liquido denominata Tempestino, rimasta però allo stato di prototipo, e la 495 MCA che avrebbe dovuto essere il modello di punta nelle competizioni crossistiche: raffreddata a liquido e offerta con freno a disco anteriore come optional rimase anch'essa allo stato di prototipo. Altro modello dei primi anni Ottanta è l'enduro Rommel 350 cm³.
Negli anni ottanta, presso gli stabilimenti della Villa, si trasferì la Moto Meteora, che già assemblava parte della produzione Villa. Nel motomondiale 1982 Claudio Lusuardi si piazzò 3º in classe 50 e la Moto Villa si piazzerà 4º nel Mondiale Marche. Ottimi risultati anche nei kart: la Moto Villa vinse il Campionato Italiano Kart 125 Junior e il Campionato Francese Kart 125.
Nel 1983 sempre Lusuardi vince il Campionato Italiano Seniores della 50 con una Villa, piazzandosi di nuovo 3º nel Mondiale.
Dal 1984 l'attività della Moto Villa conosce però un brusco declino, dovuto anche alla concorrenza delle grandi case giapponesi, Honda, Yamaha, Suzuki e Kawasaki che lasciano sempre meno spazio per piccoli costruttori. L'attività della Villa si ridusse sempre più fino a cessare nel 1987.

## Il marchio Moto Villa
Da quel momento solo il marchio è riapparso sul mercato a tratti, dapprima con l'importazione di modelli di scooter dall'estremo oriente, in seguito con la presentazione di un nuovo modello da fuoristrada prodotto da una nuova società situata in provincia di Varese.. Nel 2012 il marchio è stato rilevato dal concessionario storico Moto Villa di Varese, Cross2R che presenta un catalogo di modelli soprattutto per il fuoristrada.